# Herminio Giménez
Herminio Giménez (General Bernardino Caballero (Assunção), 20 de fevereiro de 1905 — Assunção, 6 de junho de 1991) foi um bandoneonista, violinista, compositor e maestro paraguaio.

## Biografia
Iniciado na música desde criança, aos 10 anos fez parte da Banda da Polícia do Paraguai, tocando bombardino.
Em 1920, depois de aprender a tocar bandoneon em Corrientes, formou seu próprio conjunto e passou a apresentar-se na Argentina
Ele fez parte da Orquestra Dr. Atílio Valentino, que foi o primeiro grupo a gravar um álbum inteiramente dedicado à música paraguaia em 1927, contratado para esse fim pela loja de música Viladesau, em Assunção.
Durante a Guerra do Chaco ele foi designado diretor da banda militar e, quando a guerra terminou, recebeu várias condecorações do governo. Na revolução de 17 de fevereiro de 1936 exilou-se pela primeira vez na cidade de Corrientes, fixando-se depois em Buenos Aires onde formou seu grupo “Típica de tango” composto (entre outros) por Orlando Goñi, Alfredo Gobbi e Aníbal Troilo. Quando a ditadura militar de Alfredo Stroessner começou, Giménez foi forçado ao exílio na Argentina, sendo a cidade de Corrientes o lugar onde passou mais tempo.
Nas décadas de 1930 e 1940, ele regeu orquestras em grandes cidades da América, como Buenos Aires, Rio de Janeiro (Brasil) e Nova York (EUA). 
Nos anos 1950 e início dos anos 1960 deu suas performances mais memoráveis, obras como “Che trompo arasá”, “Lejanía”, “Cerro Corá”, “Canción del arpa dormida” e “Alto Paraná” (com letra de Marilí Morales Segovia) e principalmente “Malvita”, obra recriada por artistas destacados do nosso gênero como Ernesto Montiel, Rubén Miño, Damasio Esquivel, Blas Martínez Riera, entre outros.
No início da década de 1970, Herminio Giménez voltou para Corrientes, cidade que considerava seu segundo lar, e rapidamente se tornou uma figura cultural prolífica, principalmente devido ao seu excelente trabalho à frente da Orquestra Folclórica da Província de Corrientes, cuja fundação se deve em grande parte ao maestro paraguaio.
Com esta orquestra, formada por intérpretes de destaque como Roberto Giménez Blanco, Oscar “Cacho“ Espíndola, Eugenio Balbastro, Teresa Parodi e Blas Benjamín de la Vega (para citar alguns), gravou o álbum “Corrientes e sua música em uma nova dimensão” para o selo “Azur” em 1973.
Em 1975, apesar de sua condição de exilado político, por mediação do bispo de Assunção, Monsenhor Ismael Rolón, apresentou sua "Missa Folclórica Paraguaia" naquela cidade, acompanhado pela "Orquestra Folclórica de Corrientes". (Fundação Memória de Chamamé)
Depois que Stroessner foi deposto em 1989, Giménez pôde retornar à sua terra natal, onde morreu em 1991.

## Obras
As composições de Giménez eram muito variadas e incluíam diferentes gêneros como guarânia, polca paraguaia, dança paraguaia, valsa, entre outros. Algumas de suas obras mais importantes são: Lejanía, Ao Papa Wojtyla, Cerro Corá, Fortín Toledo, Cerro Porteño, Saudade de Matto Grosso, Ruperto Bravo, Feliz IV Centenário, Corrientes, Sapukái nas Malvinas, Corasô rasy, Panchita Garmendia, Ha che tren, Che valle Pirajumi, Camponês Paraguaio, Minha oração azul, Canção da Esperança, Canção da Harpa Adormecida, Che Novia Kue Mí, Tupasy Caacupe, Che Trompo Arasa, Entre Do Roimé, Jeroky Popo, A canção da minha selva, Paraguai renascerá, Alto Paraná, Nery, El Rabelero, Añoro Mi Pueblo, entre outros.
Dirigiu a música dos filmes Codicia (1955) e La sangre y la semilla (1959), coproduções da Argentina e do Paraguai como Alto Paraná (1958), "Yo quiero vivir contigo" (1960), La potranca (1960) e ¿Por quién son las mujeres? (1972).